# センテンスト
センテンスト（SENTENCED）は、フィンランド出身のヘヴィメタルバンド。ゴシックメタルに分類されることが多いが、その暗く冷たい音楽性によってノーザンメランコリックメタルと称されることもある。

## 概要
当初の音楽性はデスメタルであり、2ndアルバムからメロディックデスメタル路線となった。3rdアルバム『AMOK』は攻撃性ギターと慟哭的ヴォーカルが鬩ぎ合う傑作が名を連ね、完成度の高いアルバムとして一つの到達点とされ、現在でも高い評価を得ている。
4枚目のアルバム『DOWN』でヴォーカリストがヴィレ・レイヒアラに代わったことでデスヴォイスではなくなったと同時に、『自殺メタル』と称される、暗くもの悲しい叙情性を持ったゴシックメタルに方向性を変える。
7枚目前後から、レコーディングとライブツアーの多忙さと、メンバーのほとんどがバンド活動に意欲を感じられなくなったことなどを理由に、"センテンスト"みずからが自身に死を与えることを決定した。
2005年2月、バンドは解散声明を出し、同年5月に通算8作目にして最後のスタジオ・アルバム『ザ・フューネラル・アルバム』を発表。10月1日にバンドの地元オウルで行われたラスト・コンサートには、元メンバーのタネリ・ヤルヴァもゲスト参加し、その模様が収録されたDVD『Buried Alive』（2006年）は、2008年にフィンランドでプラチナ・ディスクの認定を受けた。

## メンバー

### 解散時のメンバー
- ヴィレ・レイヒアラ (Ville Laihiala) - ボーカル
解散後、ポイズンブラックで活動。
- ミーカ・テンクラ (Miika Tenkula) - ギター
2009年2月18日死去。
彼の家族がオフィシャルサイトを通じて発表した声明によると、死因は遺伝性心臓病による発作[3]。
- サミ・ロパッカ (Sami Lopakka) - ギター
解散後、Kypckで活動。
- サミ・クッコーヴィ (Sami Kukkohovi) - ベース
解散後、Kypckで活動。
- ヴェサ・ランタ (Vesa Ranta) - ドラム
解散後、ザ・マン＝イーティング・ツリーで活動。

### 旧メンバー
- ラリ・キルマネン (Lari Kylmänen) - ベース
- タネリ・ヤルヴァ (Taneli Jarva) - ベース・ボーカル
脱退後、ザ・ブラック・リーグ、カオスブリードなどで活動。

## ディスコグラフィ

### スタジオ・アルバム
- 1991年 シャドウズ・オブ・ザ・パスト - Shadows Of The Past
- 1993年 ノース・フロム・ヒアー - North From Here
- 1995年 AMOK - Amok
- 1997年 DOWN - Down
- 1998年 フローズン - Frozen
- 2000年 クリムゾン - Crimson
- 2002年 ザ・コールド・ホワイト・ライト - The Cold White Light
- 2005年 ザ・フューネラル・アルバム - The Funeral Album

### EP
- 1993年 The Trooper
- 1995年 ラヴ・アンド・デス - Love & Death

### ライヴ・アルバム
- 2006年 Buried Alive（2枚組）

### DVD
- 2006年 Buried Alive（2枚組）